# Ardea cocoi
La garza cuca o garza mora (Ardea cocoi) es una especie de ave de la familia Ardeidae propia de Centro y Sudamérica.

## Distribución
Se encuentra desde el este de Panamá por el norte hasta el archipiélago de Tierra del Fuego y las islas Malvinas por el sur, y en altitudes que rondan menos de los 2000 m s. n. m. En Chile, un importante lugar donde se encuentran es en la reserva nacional El Yali.

## Comportamiento
Tiene hábitos diurnos, prefiere estar sola o en pequeños grupos. Por lo general anida y duerme en sitios comunales conocidos vulgarmente como garceros. Está asociada con humedales tanto salobres como dulceacuícolas.
Su vuelo es lento y elegante, lo realiza con su cuello recogido en forma de S, lo que las diferencia de las cigüeñas que lo hacen con el cuello extendido. Se alimenta por lo general de invertebrados, peces, reptiles, anfibios y otras aves.
Esta garza fue muy perseguida en el siglo XIX por sus plumas, las cuales eran utilizadas para adornos domésticos y de alta costura.
Es un ave difícil de observar ya que es muy esquiva y arisca, retirándose de inmediato con un aleteo pausado y elegante apenas alguien comienza a acercársele.

### Reproducción
Anida entre la vegetación alta y espesa o pajonales de lagos o lagunas, o en riscos; formando el nido con palos pequeños secos entrelazados con juncos y totoras, y colocando generalmente entre 3 y 5 huevos de color celeste claro.